# Macroclinium bicolor
Macroclinium bicolor là một loài thực vật có hoa trong họ Lan. Loài này được (Lindl.) Dodson mô tả khoa học đầu tiên năm 1984.